# Symphonie no 9 de Vaughan Williams
Pour les articles homonymes, voir Symphonie no 9.
La Symphonie no 9 en mi mineur est la dernière symphonie composée par Ralph Vaughan Williams, entre 1956 et 57. Elle fut créée le 2 avril 1958 par l'Orchestre symphonique de Londres dirigé par Malcolm Sargent, puis rejouée le 5 août 1958 par le Orchestre symphonique de la BBC sous la direction de Malcolm Sargent. Vaughan-Williams mourra trois semaines plus tard, le 26 août.
L'idée initiale du compositeur était de créer une symphonie sur Tess d'Uberville de Thomas Hardy. Cependant, cette idée semble avoir été abandonnée par la suite. Certaines notes de travail montrent la volonté de se référer à des personnages et des éléments du roman, notamment dans le sous-titre dans mouvement.
L’œuvre compte quatre mouvements : 
1. Moderato maestoso
2. Andante sostenuto
3. Scherzo : Allegro pesante
4. Finale : Andante tranquillo

## Orchestration
| Instrumentation de la neuvième symphonie |
| Cordes |
| premiers violons, seconds violons, altos, violoncelles, contrebasses 2 harpes                                                                       |
| Bois |
| 1 piccolo, 2 flûtes, 2 hautbois, 1 cor anglais, 2 clarinettes en si, 1 clarinette basse, 2 bassons, 1 contrebasson, 3 saxophones : 2 altos, 1 ténor |
| Cuivres |
| 4 cors en fa, 3 trompettes en si, 1 bugle, 3 trombones                                                                                              |
| Percussions |
| timbales, caisse claire, caisse roulante, grosse caisse, cymbales, triangle, gong, tam-tam, glockenspiel, xylophone, cloche                         |
| Clavier |
| célesta |

L'orchestration est assez novatrice, avec un pupitre de saxophones au nombre de trois et un bugle. Ces instruments auront un rôle important dans la symphonie.

## Réception critique
L'atmosphère mystérieuse de cette symphonie fascine encore les musicologues d'aujourd'hui, considérée comme une des plus grandes œuvres du compositeur selon le musicologue Alain Frogley. Dans la notice du New Grove Dictionary of Music and Musicians, écrit avec Hugh Ottaway, est mis en évidence l'originalité des structures de l’œuvre.